# La machine volante
La machine volante è un cortometraggio del 1902 diretto da Ferdinand Zecca.